# Karl Odermatt (Politiker, 1882)
Karl Odermatt (auch Carl; voller Name Karl Josef Alois Odermatt; * 10. Oktober 1882 in Stans; † 23. Dezember 1969 ebenda)  war ein Schweizer Politiker der KVP. Von 1934 bis 1949 gehörte er dem Regierungsrat des Kantons Nidwalden an.

## Leben
Karl (Josef Alois) Odermatt wurde als viertes Kind und ältester Sohn seiner Eltern in Stans geboren. Sein Vater war der Käsehändler Karl (Josef) Odermatt und seine Mutter Josefa Lussi. Nach der Schule wurde er Käsehändler wie sein Vater.
Karl Odermatt war zuerst in der Gemeindepolitik tätig. Er war dort im Gemeinderat und Kirchenrat von Stans. Auf kantonaler Ebene war Odermatt Mitglied des Kantonsgerichts Nidwalden und Ratsherr im Landrat des Kantons Nidwalden.
Odermatt wurde stark politisiert durch die Frage, ob Nidwalden durch einen Stausee auf der Bannalp energiemässig unabhängig werden sollte. Er war einer der «Bannalper», die sich für ein Elektrizitätswerk Nidwalden einsetzten. An der Landsgemeinde vom 29. April 1934 wurde das Projekt beschlossen und wegen der Gegnerschaft der bisherigen Kantonsregierung gegen das Projekt fast die gesamte Regierung durch neue Leute, die Bannalper, ersetzt. Einer dieser neu gewählten Regierungsräte war Odermatt. Er wurde als Säckelmeister (Finanzdirektor) in den Regierungsrat des Kantons Nidwalden gewählt.
An dieser Landsgemeinde ging es um den Stausee auf der Bannalp für die Stromversorgung. Karl Odermatt war ein heftiger Befürworter des Bannalpwerkes, eines kantonseigenen Elektrizitätswerkes, das in der damaligen Wirtschaftskrise vielen Arbeitern Beschäftigung und Verdienst brachte und den Kanton in jener Zeit mit genügend Strom versorgte. Der gesamte elfköpfige Regierungsrat war gegen dieses Vorhaben der Stromgewinnung. Sie stützten ihre Meinung auf ein Gutachten, das die Dichtigkeit des Bannalpsees anzweifelte. Das Stimmvolk sprach sich aber für den Stausee aus. Neun Mitglieder des Regierungsrates traten in der Folge zurück. Regierungsrat Niederberger, seines Zeichens Finanzchef, schlug dann Karl Odermatt als einen der Nachfolger vor.
Odermatt heiratete am  9. Oktober 1907 in Stans Marie Zumbühl (und wurde somit Schwager des Regierungsrats Josef Zumbühl). Dieser Ehe entstammten drei Töchter.